# Лаос на летних юношеских Олимпийских играх 2014
Лаос на летних юношеских Олимпийских играх 2014, проходивших в китайском Нанкине с 16 по 28 августа, был представлен двумя спортсменами в одном виде спорта.

## Состав и результаты

### Лёгкая атлетика
Лаос представляли два спортсмена.
Легенда: Q — финал А (медальный), qB — финал B (без медалей), qC — финал С (без медалей), qD — финал D (без медалей), qE — финал E (без медалей).

#### Юноши
| Спортсмен           | Дисциплина | Предварительный раунд | Предварительный раунд | Финал     | Финал |
| Спортсмен           | Дисциплина | Результат             | Место                 | Результат | Место |
| ------------------- | ---------- | --------------------- | --------------------- | --------- | ----- |
| Нантават Кентан Ван | 100 метров | 11,67                 | 24 qC                 | 11,79     | 22    |

#### Девушки
| Спортсмен        | Дисциплина | Предварительный раунд | Предварительный раунд | Финал     | Финал |
| Спортсмен        | Дисциплина | Результат             | Место                 | Результат | Место |
| ---------------- | ---------- | --------------------- | --------------------- | --------- | ----- |
| Фоутон Кеотавонг | 100 метров | 14,24                 | 28 qD                 | 13,98     | 23    |